# Dermationidae
Famille
Les Dermationidae  sont une des nombreuses familles d'acariens.

## Description
Les Dermationidae  sont - comme tous les acariens - des animaux minuscules dotés de huit pattes.